# Squalus edmundsi
Squalus edmundsi es una especie de elasmobranquio escualiforme de la familia Squalidae.